# Baltische talen

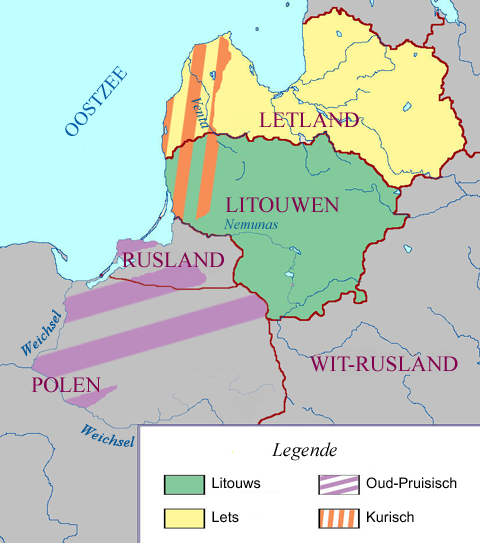
Historisch overzicht van de Baltische talen

De Baltische talen zijn een subgroep binnen de Indo-Europese taalfamilie. Geschat wordt dat er ongeveer 7 miljoen sprekers wereldwijd zijn.

## Geschiedenis
De Baltische taalfamilie had in het verleden een groter verspreidingsgebied. De twee belangrijkste nog levende talen binnen deze groep zijn het Lets en het Litouws, beide Oost-Baltische talen die worden gesproken in de overeenkomstige landen. Het Letgaals heeft de status van officiële minderheidstaal in de Letse provincie Letgallen. De bekendste West-Baltische taal is het omstreeks 1700 uitgestorven Oudpruisisch. Ook het Koers is uitgestorven.

## Grammatica
Met name het Litouws is qua grammatica (bijvoorbeeld vanwege de talrijke verbuigingen) een bijzonder archaïsche taal, die met name sterke overeenkomsten vertoont met het Sanskriet. Dit maakt het Litouws tevens zeer geschikt als hulpmiddel bij het reconstrueren van het Proto-Indo-Europees. Vergelijk ter illustratie de volgende zinsparen:
| Litouws            | Oudpruisisch      | Sanskriet          | Nederlands          |
| ------------------ | ----------------- | ------------------ | ------------------- |
| Dievas davė dantis | Dewes does dantes | Devas adadat datas | God gaf tanden      |
| Dievas duos duonos | Dewes does geitka | Devas dat dhanas   | God zal brood geven |

## Herkomst
Op grond van de sterke overeenkomsten tussen de Baltische en de Slavische talen werd in het verleden door sommige taalkundigen zoals August Schleicher en Antoine Meillet een Balto-Slavische protogroep binnen de Indo-Europese taalfamilie of dialectgroep verondersteld, waaruit rond 3000 v.Chr. zowel de Baltische als de Slavische talen zouden zijn ontstaan. Dit idee is evenwel sterk omstreden.